# Памятник Лесе Украинке (Телави)
Памятник Лесе Украинке в Телави (укр. Пам'ятник Лесі Українці у Телаві) — памятник украинской поэтессе, писательнице, переводчику и культурному деятелю Лесе Украинке в Телави (Грузия).

## История
1 августа 2006 Кабинет Министров Украины принял постановление N 440-р «Про заходи щодо спорудження пам’ятника Лесі Українці у м. Телаві (Грузія)».
Памятник был доставлен из Киева и установлен в январе 2010 в парке Надиквари, однако запланированное на 14 января 2010 г. открытие монумента было отложено по инициативе украинской стороны.
28 ноября 2017 г. Премьер-министр Украины В. Гройсман совершил поездку в Кахетию, во время которой глава украинского правительства с участием министра культуры и охраны памятников Грузии М. Гиоргадзе, губернатора региона Кахетия И. Кадагишвили и мэра г. Телави Ш. Нарекишвили официально открыл памятник Лесе Украинке в городе Телави, где выдающаяся украинская поэтесса жила в 1909—1910 годах и создала такие произведения как «Каменный хозяин» и «Руфин и Присцилла».
Памятник является авторским произведением украинских скульпторов А. Ю. Рубан, В. Р. Липовки и архитектора В. П. Скульского.